# Římskokatolická farnost Jedovnice
Římskokatolická farnost Jedovnice je územní společenství římských katolíků v městysu Jedovnice s farním kostelem sv. Petra a Pavla. Farnost je součástí blanenského děkanství v rámci brněnské diecéze.

## Území farnosti
- Jedovnice – farní kostel sv. Petra a Pavla
- Kotvrdovice – kaple Božského Srdce Páně
- Krasová – soukromá kaple sv. Klimenta Ochridského
- Rudice – kaple sv. Antonína, kaple sv. Barbory
- Senetářov – filiální kostel sv. Josefa
- Vilémovice – kaple sv. Petra z Alkantary

## Historie farnosti
První písemné zprávy o jedovnické faře pocházejí z roku 1269. Patronát patřil pánům z Holštejna. Před rokem 1583 začali působit na faře nekatoličtí duchovní. V 17. století zde byla zřízena lokálie a přidělena v polovině 17. století do Blanska. Roku 1668 byla jedovnická farnost obnovena. Zdejšímu faráři byla podřízeny filiální kostely v Lipovci a Ostrově u Macochy. Roku 1733 bylo do Jedovnic převedeno děkanství z Blanska.
Kostel zde stál již ve 13. století. Nynější kostel, zasvěcený sv. Petru a Pavlu, byl postaven v letech 1783 až 1785, základy věže však pocházejí už z roku 1681.
V roce 1963 bylo přikročeno k úpravě hlavního oltáře podle návrhu mladých pražských umělců – Mikuláš Medek, Jan Koblasa, Karel Nepraš a Josef Istler.

## Bohoslužby
| Kostel                   | Místo     | Bohoslužba (den)         | Hodina                          | Poznámka        |
| ------------------------ | --------- | ------------------------ | ------------------------------- | --------------- |
| Kostel sv. Petra a Pavla | Jedovnice | neděle středa pátek      | 7.30 a 10.30 18.00              | farní kostel    |
| Kaple sv. Antonína       | Rudice    | sobota                   | 17.00 v zimě, 18.00 v létě      | obecní kaple    |
| Kostel sv. Josefa        | Senetářov | 2. neděle v měsíci pátek | 9.00 17.00 v zimě, 19.00 v létě | filiální kostel |

## Duchovní správci
Dne 25. ledna 1995 zemřel Mons. P. František Vavříček, který v této farnosti působil celých 47 let.
Farářem je od 15. listopadu 1999 P. ICLic. Václav Trmač. Spolu s ním ve farnosti od 1. srpna 2014 do 1. srpna 2015 působil farní vikář R. D. Mgr. Bc. Pavel Kuchyňa. Ten byl ustanoven jako administrátor sousední lipovecké farnosti.
Ve farnosti také působí od roku 2013 trvalý jáhen Ing. Zbyněk Vančura.

## Primice
Dne 5. července 2005 slavil primici ve farním kostele novokněz P. Mgr. Pavel Svoboda  (od roku 2014 ustanoven farářem v Brně – Bystrci). Ten byl ustanoven jako administrátor sousední lipovecké farnosti.

## Aktivity farnosti
Den vzájemných modliteb farností za bohoslovce a bohoslovců za farnosti brněnské diecéze a Adorační den připadá na 2. září.
Každoročně se ve farnosti koná tříkrálová sbírka. V roce 2017 dosáhl výtěžek sbírky v Jedovnicích 55 040 korun.